# Stratená (przystanek kolejowy)
Stratená (przystanek kolejowy) – przystanek kolejowy znajdujący się we wsi Stratená w kraju koszyckim na linii kolejowej 173 Margecany – Červená Skala na Słowacji.